# Claus-Peter Leonhardt
Claus-Peter Leonhardt (* 1951 in Frankfurt am Main) ist ein deutscher Schriftsteller, Medienanthropologe und Verleger.

## Leben
Leonhardt studierte Pädagogik und Anthropologie und schloss in Frankfurt mit dem Diplom ab. Danach hatte er Lehraufträge an der Fachhochschule Fulda in den Fächern Wirtschaftspädagogik, Psychologie und Medien. 
Er war langjähriger Betreiber der Sozialwissenschaftlichen Fachbuchhandlung Sofa in Fulda, gründete 2011 den Verlag the global village in Frankfurt und ist als Autor, Verleger und Berater tätig.
Leonhardt ist Mitglied im Verband deutscher Schriftsteller und seit November 2014 Vorsitzender des Landesverbands Hessen. Von 2012 bis 2014 war er Vorsitzender der Literaturgesellschaft Hessen. Er ist Initiator des 2012 erstmals veranstalteten Buchgassenfestes in Frankfurt.

## Schriften
- Noni: die Frucht des Indischen Maulbeerbaums; die allgemeine Gesundheit unterstützen; innere Heilprozesse anregen, Goldmann Verlag, München 2000, ISBN 3-442-16301-3, 7. Aufl.
- Mara Willismood und die Kette der Irawwoon. Gold vertrauern, Roman, edition the global village, Frankfurt 2012, ISBN 978-3-927608-01-6
- Leon Fest (Pseudonym): Gekaufte Organe, edition the global village, Frankfurt 2013, ISBN 978-3-927608-07-8
- Occupy your Mind, Medienanthropologie Band 4, edition the global village, Frankfurt September 2014, ISBN 978-3-927608-11-5

Mitarbeit
- Ervin László, Christopher Laszlo, Alfred von Liechtenstein: Evolutionäres Management: globale Handlungskonzepte, aus dem Engl. von Wolfgang Becker und Claus-Peter Leonhardt, bearb. Claus-Peter Leonhardt, Paidia-Verlag, Fulda 1992
- Marshall McLuhan: The Global Village. Der Weg der Mediengesellschaft in das 21. Jahrhundert, Medienanthropologie Band 1, aus dem Amerikan. und mit einem Beitr. vers. von Claus-Peter Leonhardt, mit einer Einleitung von Dieter Baacke, Junfermann Verlag, Paderborn 1995
- Dudley Lynch, Paul L. Kordis: Der Schlüssel zur Globalisierung. Handbuch für den Wandel, Medienanthropologie Band 2, aus dem Amerikan. und mit einem Beitr. vers. von Claus-Peter Leonhardt, Junfermann Verlag, Paderborn 1996

Aufsätze
- Der Griff in der Kopf der Ulrike Meinhof, Werkstatt-Kollektiv, Fulda 1976
- Strukturen des NichtWissens, in: gfwm Themen Ausgabe 6, September 2013, Gesellschaft für Wissensmanagement; online
- Nachdenken über Zukünfte, in: Zukunft Schreiben, hrsg. vom Verband deutscher Schriftsteller zum Hessischen Literaturforum 2012/13 im Mousonturm, Frankfurt 2012, S. 21 ff.; online